# Dave Doran
Dave Doran (Albany, Nova York, EUA, 4 d'octubre del 1909 - Gandesa, abril del 1938), de nom de naixement David Dransky, va ser un activista nord-americà d'origen jueu i de pensament comunista que formà part de les Brigades Internacionals durant la Guerra Civil espanyola.
S'havia afiliat al Partit Comunista dels Estats Units el 1930 i actuà com a sindicalista amb treballadors agrícoles d'Alabama, treballadors tèxtils de Carolina del Nord i miners de carbó a Pennsilvània. El 1936 era el director d'activitats del sindicat.
El 1937, Doran s'integrà al Batalló Abraham Lincoln, disposat a lluitar pel govern del Front Popular durant la Guerra Civil espanyola.
L'estiu del 1937, Doran fou nomenat comissari polític de la brigada quan Steve Nelson fou ferit a Belchite i es feu càrrec dels defensors capturats. Fou un home proper a Robert Minor, el representant nord-americà del komintern a Espanya.
En la retirada republicana del front d'Aragó, Dave Doran fou mort prop de Gandesa, juntament amb Robert Hale Merriman.